# Giulio Valli

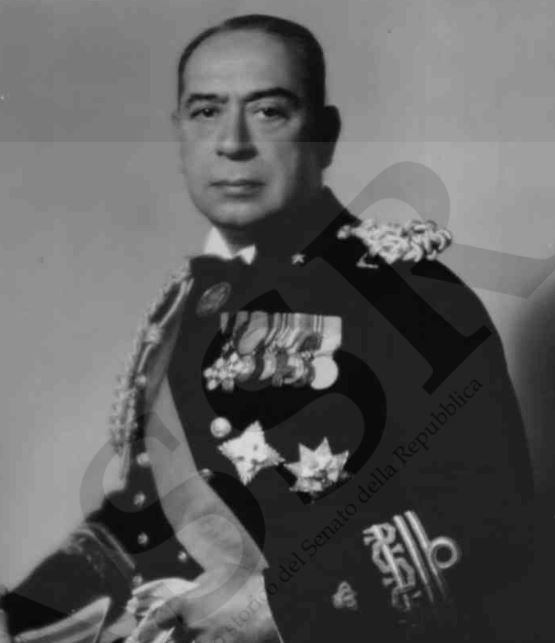
Giulio Valli

Giulio Valli (* 20. Mai 1875 in Rom; † 9. November 1949 ebenda) war ein italienischer Seeoffizier und zuletzt Vizeadmiral (Ammiraglio di squadra) der Königlichen Marine (Regia Marina), der unter anderem zwischen 1939 und 1943 Mitglied des Senats (Senato del Regno) war.

## Leben
Giulio Valli, Sohn von Candido Valli und dessen Ehefrau Giuseppina Menghi, begann am 23. Oktober 1890 eine Ausbildung zum Seeoffizier an der Marineakademie (Accademia Navale) in Livorno und fand in den folgenden Jahren zahlreiche Verwendungen als Seeoffizier. Er nahm 1899 an Feldzügen in Afrika teil, wurde 1901 Mitglied der Geografischen Gesellschaft (Società Geografica Italiana) und war als Kommandeur der Marinefliegerverbände (Aviazione Navale) Teilnehmer im Italienisch-Türkischen Krieg (29. September 1911 bis 18. Oktober 1912). Für seine Verdienste wurde er am 7. November 1912 Ritter des Ordens der Krone von Italien sowie am 16. März 1913 auch Ritter des Militärordens von Savoyen. Er fand verschiedene Verwendungen im Ersten Weltkrieg und wurde für seine Verdienste in der Marinefliegerei während der Zwischenkriegszeit am 18. Dezember 1919 Offizier des Militärordens von Savoyen, am 30. Mai 1920 Ritter des Ordens der Heiligen Mauritius und Lazarus, am 11. November 1923 Offizier des Ordens der Krone von Italien sowie am 27. Dezember 1925 auch Kommandeur des Ordens der Krone von Italien.
Am 17. Januar 1929 wurde er Mitglied des Obersten Kolonialrates (Consiglio superiore coloniale) und gehörte diesem Gremium für die italienischen Kolonien sowie Kolonialtruppen bis zum 3. November 1932 an. Er war zugleich zwischen dem 25. September und dem 8. Oktober 1932 als Sottocapo di Stato maggiore della marina stellvertretender Chef des Stabes der Königlichen Marine und wurde für seine Verdienste in diesen Funktionen am 1. Juni 1930 Offizier des Ordens der Heiligen Mauritius und Lazarus, am 18. April 1932 Großoffizier des Ordens der Krone von Italien sowie ferner am 15. Juni 1933 Kommandeur des Ordens der Heiligen Mauritius und Lazarus. Er übernahm zwischen dem 16. Mai 1934 und dem 22. August 1935 den Posten als Generaldirektor für Personal und Militärdienste im Marineministerium (Ministero della marina) und wurde als solcher am 22. September 1934 zum Vizeadmiral (Ammiraglio di squadra) befördert. Für seine weiteren Verdienste wurde am 16. Januar 1937 zum Großoffizier des Ordens der Heiligen Mauritius und Lazarus und am 28. Dezember 1938 auch mit dem Großkreuz des Ordens der Krone von Italien ausgezeichnet.
Am 25. März 1939 wurde Valli zum Mitglied des Senats (Senato del Regno) ernannt und gehörte diesem bis zum 5. August 1943 an. Während dieser Zeit war er vom 17. April 1939 bis zum 5. August 1943 Mitglied des Ausschusses für die Streitkräfte (Commissione delle forze armate) und wurde am 1. April 1941 Leiter des Unterausschusses Marine der italienischen Waffenstillstandskommission mit Frankreich CIAF (Commissione Italiana per l’armistizio con la Francia). Nach dem Zusammenbruch des italienischen Faschismus wurde gegen ihn beim Obersten Gerichtshof für Sanktionen gegen Faschismus ACGSF (Alta Corte di Giustizia per le Sanzioni contro il Fascismo) am 27. August 1945 ein Verfahren eingeleitet. Am 26. Januar 1946 erging der Beschluss zur Ablehnung des Antrags auf Durchführung eines Verfahrens. Aus seiner Ehe mit Maria Castellano gingen die drei Söhne Franco, Mario und Luigi hervor.